# Петрова, Татьяна Юрьевна
Татья́на Ю́рьевна Петро́ва (род. 1957) — российская певица, Заслуженная артистка России (1992), Народная артистка Башкортостана (1997).

## Биография
Родилась 19 сентября 1957 г. в посёлке Буланаш Артемовского района Свердловской области. Отец — Сысолятин Юрий Васильевич (род.14.09.1939 г.), родом из крестьян, был шахтёром, 25 лет провёл под землей. Мать — Истомина Галина Павловна (род.17.08.1936 г.), в прошлом работала киномехаником. Детство провела в д. Лягушино (ныне Родники), ст. Незевай, Свердловской области.
Дочь — Петрова Екатерина Викторовна (род.28.11.1976 г.) — выпускница Института иностранных языков и международных связей, в настоящее время артдиректор Татьяны Петровой.
Пятнадцатилетняя Татьяна выдержала конкурс в Государственный Уральский народный хор (1972—1974 гг.), пела в нём забытые бабушкины песни. Затем уехала учиться в Москву, где последовательно окончила музыкальную школу, отделение сольного народного пения музыкального педагогического училища имени Ипполитова-Иванова (1974—1978 гг.), музыкальный педагогический институт имени Гнесиных (1978—1986 гг.) и аспирантуру (1986—1988 гг.). Параллельно с учёбой в училище работала в Ансамбле народной музыки под управлением Дмитрия Покровского, а в 1978 г. стала солисткой «Москонцерта».
Участвовала в «Песне года-81» с песней «Цветет черемуха к похолоданию».Одновременно с концертной деятельностью с 1986 г. по настоящее время Татьяна Петрова преподаёт на отделении сольного народного пения в Российской Академии музыки имени Гнесиных.
В её репертуаре — старинные русские песни и частушки, записанные в разных областях России, романсы, авторские песни на стихи Н.Клюева, С.Есенина, Н.Рубцова, А.Пушкина, Ф.Тютчева, М.Лермонтова, К.Скворцова.
Т.Петрова снялась в одной из главных ролей в художественном фильме «Всё впереди», поставленного режиссёром Николаем Бурляевым по одноименному произведению Василия Белова, принимала участие в музыкальном фильме «Портрет на чёрном фоне» (реж. А.Васильев), телевизионных концертах. В 1979 г. Т. Ю. Петрова стала лауреатом Всероссийского конкурса народной музыки (II премия). В 1982 г. за сохранение песенных традиций и концертную деятельность она была удостоена премии Московского комсомола, став одним из последних лауреатов в истории этой высокой в то время награды. В 1992 г. ей было присвоено почётное звание Заслуженной артистки России, а в 1997 г. — Заслуженной артистки Башкортостана. В 1996 г. «за бесценный вклад в русское песенное искусство и за сохранение традиций национальной культуры» она была награждена Орденом Святого Всехвального Апостола Андрея Первозванного Русской Православной Церкви.
Любимыми исполнителями певицы являются Фёдор Иванович Шаляпин и Надежда Васильевна Плевицкая. Живёт и работает в г. Москве.

## Общественная позиция
В марте 2022 года подписала обращение в поддержку военного вторжения России на Украину. В мае 2022 года Латвия запретила ей въезд в страну из-за поддержки вторжения и оправдывания российской агрессии. Также была внесена ФБК в список коррупционеров и разжигателей войны за поддержку агрессии России против Украины.

## Награды
- 1979 — звание лауреата Всероссийского конкурса народной музыки (II премия).
- 1986 — премия Ленинского комсомола — за высокое исполнительское мастерство и пропаганду русской народной песни
- 1992 — присвоено звание Заслуженной артистки России.
- 1996 — Международная премия Фонда Святого Всехвального апостола Андрея Первозванного — «за бесценный вклад в русское песенное искусство и за сохранение традиций национальной культуры».[7]
- 1997 — присвоено звание Народной артистки Башкортостана.
- 2000 — премия Алексея Фатьянова за яркий подвиг талантливого служения русской песне.
- 2004 — премия «Чусовская подкова», вручаемая за особые заслуги «тем, кто любит Россию и Урал».
- 2005 — орден Святой равноапостольной великой княгини Ольги Русской Православной Церкви — «за заслуги на поприщах церковного, государственного и общественного служения, а также за труды на пользу ближних».
- 2005 — орден Святой Софии — за личный вклад в становление национальной духовности, науки и культуры.
- 2006 — Общественная премия «Сокровищница Родины» — «за истинное служение родной земле и людям».
- 2007 — Национальная премия «Имперская культура» имени Эдуарда Володина[8][9].
- «Большая литературная премия России» Союза писателей России, премия «На благо России» (2008) за многолетнее высокое и патриотическое служение отечественной культуре.
- 2013 — Медаль Императорского ордена Святой Анны
- Императорский Орден Святой Великомученицы Анастасии (20 августа 2013 года, Российский Императорский Дом) — в воздаяние заслуг перед Отечеством и Российским ИМПЕРАТОРСКИМ Домом и во свидетельство особого НАШЕГО благоволения[10]

Татьяна Петрова является академиком Международной славянской академии (1991), членом Международного объединения кинематографистов славянских православных народов (1997), Федерации космонавтики (1996), действительный член Петровской академии наук и искусств (2001).

## Дискография
Студийные альбомы
- Вы, деньки мои, голуби белые (1995)
- "Вся преданность моя и вся любовь..." (1998)
- Славянка (1999)
- Окунись, душа, в чистую волну (2000)
- Матушка пела (альбом) (2001)
- Скажите мне (альбом) (2002)
- Православная (альбом)(2003)
- Душа моя (альбом) (2003)
- Нежность (альбом)(2004)
- Посвящение Вере Городовской (альбом)(2006)
- Избранное (альбом) (2006)
- Романсы (альбом)(2006)
- Народные песни (альбом) (2006)
- Тебе (альбом) (2008)
- Чистые снега (Песни на стихи Константина Скворцова) (альбом) (Новосибирск, 2009)
- Певучие сказания(Песни Виктора Панченко на стихи Николая Клюева)(альбом)(Вологда, 2009)
- Памяти Лидии Руслановой (альбом)(Новосибирск, 2013)

Православная (Live) (сборник песен разных лет, 2020). Впервые выпущен на музыкальных площадках

### Озвучивание мультфильмов
- 1984 — КОАПП. Черный заяц
- 1984 — КОАПП. Что услышала медуза
- 1989 — Музыкальный магазинчик - Летучая Мышь